# Banco di Napoli
Banco di Napoli S.p.A., entre os bancos mais antigos do mundo, era uma subsidiária bancária italiana do grupo Intesa Sanpaolo, como uma das 6 marcas de varejo que não Intesa Sanpaolo. Foi adquirido pelo grupo bancário italiano Sanpaolo IMI (o antecessor da Intesa Sanpaolo) em 2002 e deixou de ser um banco independente. Em fevereiro de 2018, a Intesa Sanpaolo anunciou seu novo plano de negócios, que aposentaria o Banco di Napoli e outras marcas; a pessoa coletiva do Banco di Napoli seria absorvida pela Intesa Sanpaolo S.p.A.

## História
O Banco de Nápoles é um dos bancos históricos mais importantes e antigos, pois suas origens remontam aos chamados bancos públicos de instituições de caridade, que surgiram em Nápoles entre os séculos XVI e XVII, especialmente em um monte de piedade fundada em 1539, comprometendo-se a emprestar sem juros, que em 1584 abriu um caso de depósitos, reconhecido por uma proclamação do vice-rei de Nápoles no mesmo ano. Segundo alguns estudiosos, sua origem pode ser datada de 1463, quando a Casa Santa dell'Annunziata foi fundada em Nápoles. Isso tornaria o Banco de Nápoles o banco mais antigo em operação contínua até 2018, em todo o mundo.
Mais tarde, outras sete instituições similares foram fundadas em Nápoles entre 1587 e 1640:
- "Banco dei Poveri" (1563)
- "Banco della Santissima Annunziata" (1587)
- "Banco del Popolo" (1589)
- "Banco dello Spirito Santo" (1590)
- "Banco di Sant'Eligio" (1592)
- "Banco de San Giacomo e Vittoria" (1597)
- "Banco del Salvatore" (1640).

Depois de quase dois séculos de atividades independentes, um decreto de Fernando IV de Bourbon, em 1794, levando à unificação dos oito institutos existentes em uma única estrutura chamada Banco Nazionale di Napoli.
Após as mudanças políticas que ocorreram no século XIX, em Nápoles e no sul da Itália, também o Banco de Nápoles muda de nome e estrutura. Passando do reino dos Bourbons para a matriz Napoleão, rei de Nápoles, Joachim Murat tenta transformar o Banco em uma companhia limitada semelhante ao Banco da França e criar o Banco das Duas Sicílias (em italiano:  Banco delle Due Sicilie), obrigado a ter as mesmas funções através da Cassa di Corte e da Cassa dei Privati. Com as revoltas revolucionárias de 1849, perde as agências sicilianas que fundaram o Banco di Sicilia. Novas mudanças ocorrem em 1861 com a unificação da Itália, as mudanças que marcam o nascimento do nome Banco di Napoli, o banco será responsável pela emissão da moeda do Reino da Itália por 65 anos.
Em 1991, devido a Legge Amato, uma società per azioni foi incorporada como subsidiária do banco original para executar atividades bancárias, enquanto a entidade original, como empresa estatutária, tornou-se uma entidade holding, mais tarde conhecida como Fondazione Banco de Napoli.
No entanto, o S.p.A. foi nacionalizado devido à insolvência.
Em 1997, o banco foi privatizado novamente, com a formação de um banco ruim, a Società per la Gestione di Attività (SGA), bem como a liquidação da subsidiária ISVEIMER; A participação de 60% do banco foi adquirida pelo Istituto Nazionale delle Assicurazioni (INA) e pelo Banca Nazionale del Lavoro (BNL) por meio de uma holding intermediária (INASSIT, mais tarde Banco di Napoli Holding).
Mais tarde, o INA e o BNL venderam a holding à Sanpaolo IMI.
Após a aquisição do banco no final de 2002 pelo grupo Sanpaolo IMI, em 2003, o banco mudou seu nome para "Sanpaolo Banco di Napoli". A operação foi realizada em duas fases distintas:
- No final de 2002 [antigo] Banco di Napoli S.p.A. foi absorvido pela empresa-mãe Sanpaolo IMI.
- Uma nova subsidiária foi constituída como Sanpaolo Banco di Napoli S.p.A. em abril de 2003, que, a partir de 1 de julho de 2003, assumiu a totalidade dos negócios do antigo Banco di Napoli.

Com a fusão, em dezembro de 2006, do Banca Intesa e do Sanpaolo IMI, o antigo banco passou a fazer parte do grupo Intesa Sanpaolo como Banco di Napoli S.p.A.
Em 26 de novembro de 2018, o Banco de Nápoles será oficialmente fechado e integrado ao "Intesa Sanpaolo".

## Estrutura corporativa
A integração do Banco di Napoli ao grupo Sanpaolo IMI, em 2000, reduziu sua área geográfica de operação: todas as agências do norte e do centro da Europa, que se sobrepunham à estrutura existente da controladora, foram fechadas ou movidas. No entanto, ao mesmo tempo, as agências do sul da Sanpaolo IMI foram transferidas para o recém-renomeado Sanpaolo Banco di Napoli.
Nas regiões italianas de Abruzzo, Molise e Lazio, áreas em que o Banco di Napoli era historicamente menos forte porque antes da unificação italiana eles não faziam parte do Reino das Duas Sicílias, aqui primeiro após a tomada do controle. as agências do banco foram incorporadas ao Sanpaolo; mais tarde, porém, em Abruzzo e Molise, foi decidido incorporá-los ao Banca dell'Adriatico.
Atualmente, portanto, o Banco di Napoli opera apenas na Campânia, Apúlia, Basilicata e Calábria com exceção de uma filial no Palazzo Montecitorio, em Roma. A rede do banco ainda inclui cerca de 687 agências e possui aproximadamente 5.750 funcionários.